# Майелло, Рафаэле
Рафаэле Майелло (итал. Raffaele Maiello; 10 июля 1991, Ачерра) — итальянский футболист, полузащитник клуба «Бари».

## Карьера
Рафаэле Майелло родился в городе Ачерра. Его детство прошло в другом городе провинции Кампания, Афрагола. С 2008 года он начал выступления за молодёжный состав клуба «Наполи». Он дебютировал в составе основной команды 16 мая 2010 года в матче чемпионата Италии против «Сампдории», заменив на 86-й минуте встречи Луку Чигарини; «Наполи» матч проиграл 0:1. После игры он сказал: «Я никогда не забуду этого чувства. Маццари сказал мне сыграть, как я умею, и я сделал это».